# Mamou (ort)
Mamou är en regionhuvudort i Guinea.   Den ligger i prefekturen Mamou Prefecture och regionen Mamou Region, i den centrala delen av landet, 200 km nordost om huvudstaden Conakry. Mamou ligger 720 meter över havet och antalet invånare är 41 619.
Terrängen runt Mamou är platt västerut, men österut är den kuperad. Runt Mamou är det ganska glesbefolkat, med 39 invånare per kvadratkilometer. Det finns inga andra samhällen i närheten. I omgivningarna runt Mamou växer huvudsakligen savannskog.